# Hollywood Tonight
"Hollywood Tonight" é uma canção do cantor estadunidense Michael Jackson presente em seu primeiro álbum póstumo, Michael. A canção foi lançada pela Epic Records em 11 de fevereiro de 2011, como segundo single do álbum em vários países. As partes faladas da faixa são proferidas pelo sobrinho de Jackson, Taryll Jackson, escritas por Teddy Riley com base em manuscritos deixados por Jackson para a conclusão da canção. Um videoclipe para acompanhar a canção foi lançado em 10 de março de 2011, apresentando a dançarina argelina Sofia Boutella, junto a outros 60 dançarinos com visuais inspirados em Jackson.

## Antecedentes e produção
A canção foi escrita por Michael Jackson na mesma época de Invincible. Michael tirou a faixa dos arquivos em 1999 para trabalhá-la com o produtor Theron "Neff-U" Feemster. Teddy Riley completou a canção anos mais tarde. Os seus escritos foram inspirados em notas manuscritas por Jackson para a conclusão da canção. Em 3 de dezembro de 2010, antes da liberação oficial do álbum Michael, a canção foi lançada no programa da comediante Ellen DeGeneres, o The Ellen DeGeneres Show. A canção foi lançada para as estações de rádio da Itália em 11 de fevereiro de 2011, e listada na BBC Radio no dia seguinte. Na Polônia, a canção foi lançada em 14 de fevereiro de 2011. "Hollywood Tonight" será o single oficial lançado nas rádios mundiais, enquanto "Behind The Mask" será lançada apenas em países como Canadá e os Estados Unidos.

## Videoclipe
O videoclipe da música "Hollywood Tonight" foi filmado em fevereiro de 2011. A maior surpresa para os fãs de Jackson foi a introdução da batida de "Billie Jean", de 1982, à melodia, o que gerou críticas severas. O enredo de "Hollywood Tonight" traça o percurso de uma jovem que chega a Hollywood saída de uma pequena cidade americana para seguir o seu sonho de ser uma estrela. Embora sua ambição seja se tornar uma dançarina reconhecida, a história dela representa a luta de cada artista ou músico para que seu trabalho seja reconhecido no mundo.
Wayne Isham, que dirigiu o vídeo de Jackson "You Are Not Alone", retorna a um dos locais onde ele filmou com o artista em 1995 - o Teatro Pantages, perto da esquina famosa de Hollywood e Vine, que serviu como um farol para pessoas atraídas pelo sonho de estrelato. No novo vídeo, o Teatro Pantages é mais uma vez o cenário para um clipe do cantor, mas desta vez o lado de fora do teatro é que ganha o destaque para uma "flash mob" de dança As cenas foram filmadas em frente ao Pantages Theatre.

## Faixas
| Korean CD Maxi Single (S10988C) / EU Digital EP |                                             |         |  |
| N.º                                             | Título                                      | Duração |  |
| 1.                                              | "Hollywood Tonight" (Throwback Mix)         | 3:46    |  |
| 2.                                              | "Hollywood Tonight" (DJ Chuckie Radio Edit) | 3:54    |  |
| 3.                                              | "Hollywood Tonight" (DJ Chuckie Remix)      | 6:02    |  |
| 4.                                              | "Hollywood Tonight" (Radio Edit)            | 3:46    |  |
| Duração total:                                  | Duração total:                              | 16:48   |  |

| EU 7" Single (34-788083 / 88697880837) |                                     |         |  |
| N.º                                    | Título                              | Duração |  |
| 1.                                     | "Hollywood Tonight" (Throwback Mix) | 3:46    |  |
| 2.                                     | "Behind the Mask" (Radio Edit)      | 3:36    |  |
| Duração total:                         | Duração total:                      | 7:22    |  |

| EU CD Single Epic 88697902982 (Sony)/ EAN 0886979029828 |                                        |         |  |
| N.º                                                     | Título                                 | Duração |  |
| 2.                                                      | "Hollywood Tonight" (Throwback Mix)    | 3:48    |  |
| 3.                                                      | "Hollywood Tonight" (DJ Chuckie Remix) | 5:58    |  |
| Duração total:                                          | Duração total:                         | 6:06    |  |

## Letra
Em "Hollywood Tonight", a personagem da canção é uma garota que sonha com a fama, sem medir esforços para alcançar seus objetivos, mesmo que isso exija atitudes extremas de sua parte, como mudar seu nome ou mentir sobre sua idade.

## Recepção da Crítica
Em geral, "Hollywood Tonight" recebeu críticas mistas. Ela foi descrita pela revista Rolling Stones como uma música dançante, sendo essa uma das melhores do álbum. Ainda segundo a revista, assim como "Rock With You" e "Billie Jean" (No clipe, a música utiliza a batida de "Billie Jean") possui batidas mais voltadas ao soul, nem tão rápidas e nem tão lentas.

## Desempenho nas paradas musicais
| País/Parada (2011)                               | Melhor posição |
| ------------------------------------------------ | -------------- |
| Bélgica - Ultratop Wallonia                      | 5              |
| Bélgica - Ultratop Flanders                      | 16             |
| Estados Unidos - Billboard Hot R&B/Hip-Hop Songs | 60             |
| Estados Unidos - Hot Dance Club Songs            | 1              |